# 漁師とその妻
漁師とその妻(The Fisherman And His Wife)は、ジョディー・フォスターとヴァン・ダイク・パークスが1989年に発売したアルバムである。

## 曲目
1. 漁師とその妻 (語りと音楽)
2. 漁師とその妻 (音楽編)

| スタブアイコン | サブスタブ | この項目は、まだ閲覧者の調べものの参照としては役立たない、アルバムに関連した書きかけの項目です。この項目を加筆・訂正などしてくださる協力者を求めています（P:音楽/PJ:アルバム）。 |